# ベローナ (戦列艦)
|          | |
| 艦歴     | |
| 発注:    | 1757年12月28日 |
| 建造:    | チャタム工廠 |
| 起工:    | 1758年5月10日 |
| 進水:    | 1760年2月19日 |
| その後:  | 1814年解体 |
| 性能諸元 | |
| クラス:  | ベローナ級戦列艦 |
| 全長:    | 砲列甲板：168ft（51m） 竜骨：138ft（42m）                                                                            |
| 全幅:    | 46ft 9in（14.2m） |
| 喫水:    | 19ft 9in（6.0m） |
| 機関:    | 帆走（3本マストシップ）                                                                                              |
| 乗員:    | 650名 |
| 兵装:    | 74門： 下砲列：32ポンド(15kg)砲28門 上砲列：18ポンド(8kg)砲28門 後甲板：9ポンド(4kg)砲14門 船首楼：9ポンド(4kg)砲4門 |

ベローナ（HMS Bellona）はトーマス・スレード設計のベローナ級74門3等戦列艦。1760年2月19日にチャタム工廠で進水した。
トーマス・スレードによって設計された18世紀後半を象徴する74砲艦のプロトタイプである。本艦の設計がそのまま使われることは無かったが、スレードによって若干サイズなどを書き換えられ、アロガント級戦列艦、ラミリーズ級戦列艦、エリザベス級戦列艦、en:HMS Egmont (1768)や、サイズが大きいもののカローデン級戦列艦などの設計に活かされた。